# Diocesi di Soacha
La diocesi di Soacha (in latino: Dioecesis Soachaënsis) è una sede della Chiesa cattolica in Colombia suffraganea dell'arcidiocesi di Bogotà. Nel 2022 contava 1.304.000 battezzati su 1.638.000 abitanti. È retta dal vescovo Juan Carlos Barreto Barreto.

## Territorio
La diocesi comprende la località di Bosa e parte del quartiere di Ciudad Bolívar nel distretto federale di Bogotà, capitale della Colombia, e i comuni di Sibaté e di Soacha del dipartimento di Cundinamarca.
Sede vescovile è la città di Soacha, dove si trova la cattedrale di Gesù Cristo Nostra Pace.
Il territorio si estende su una superficie di 425 km² ed è suddiviso in 45 parrocchie.

## Storia
La diocesi è stata eretta il 6 agosto 2003 con la bolla Frequenter fieri di papa Giovanni Paolo II, ricavandone il territorio dall'arcidiocesi di Bogotà.

## Cronotassi dei vescovi
Si omettono i periodi di sede vacante non superiori ai 2 anni o non storicamente accertati.
- Daniel Caro Borda (6 agosto 2003 - 29 giugno 2016 ritirato)
- José Daniel Falla Robles † (29 giugno 2016 - 1º maggio 2021 deceduto)[1]
- Juan Carlos Barreto Barreto, dal 25 aprile 2022

## Statistiche
La diocesi nel 2022 su una popolazione di 1.638.000 persone contava 1.304.000 battezzati, corrispondenti al 79,6% del totale.
| anno | popolazione | popolazione | popolazione | presbiteri | presbiteri | presbiteri | presbiteri                | diaconi | religiosi | religiosi | parrocchie |
| anno | battezzati  | totale      | %           | numero     | secolari   | regolari   | battezzati per presbitero | diaconi | uomini    | donne     | parrocchie |
| ---- | ----------- | ----------- | ----------- | ---------- | ---------- | ---------- | ------------------------- | ------- | --------- | --------- | ---------- |
| 2003 | 902.000     | 1.053.096   | 85,7        | 42         | 39         | 3          | 21.476                    | 1       | 3         | 14        | 28         |
| 2004 | 765.000     | 900.000     | 85,0        | 43         | 38         | 5          | 17.790                    | 2       | 20        | 128       | 31         |
| 2010 | 824.000     | 880.000     | 93,6        | 25         | 19         | 6          | 32.960                    | 8       | 15        | 140       | 32         |
| 2014 | 860.000     | 917.000     | 93,8        | 65         | 55         | 10         | 13.230                    | 9       | 17        | 143       | 34         |
| 2017 | 1.200.000   | 1.400.000   | 85,7        | 72         | 62         | 10         | 16.666                    | 11      | 15        | 160       | 45         |
| 2020 | 1.324.500   | 1.600.670   | 82,7        | 71         | 62         | 9          | 18.654                    | 13      | 14        | 160       | 45         |
| 2022 | 1.304.000   | 1.638.000   | 79,6        | 74         | 65         | 9          | 17.621                    | 13      | 14        | 160       | 45         |